# Carl Stål taxonjai

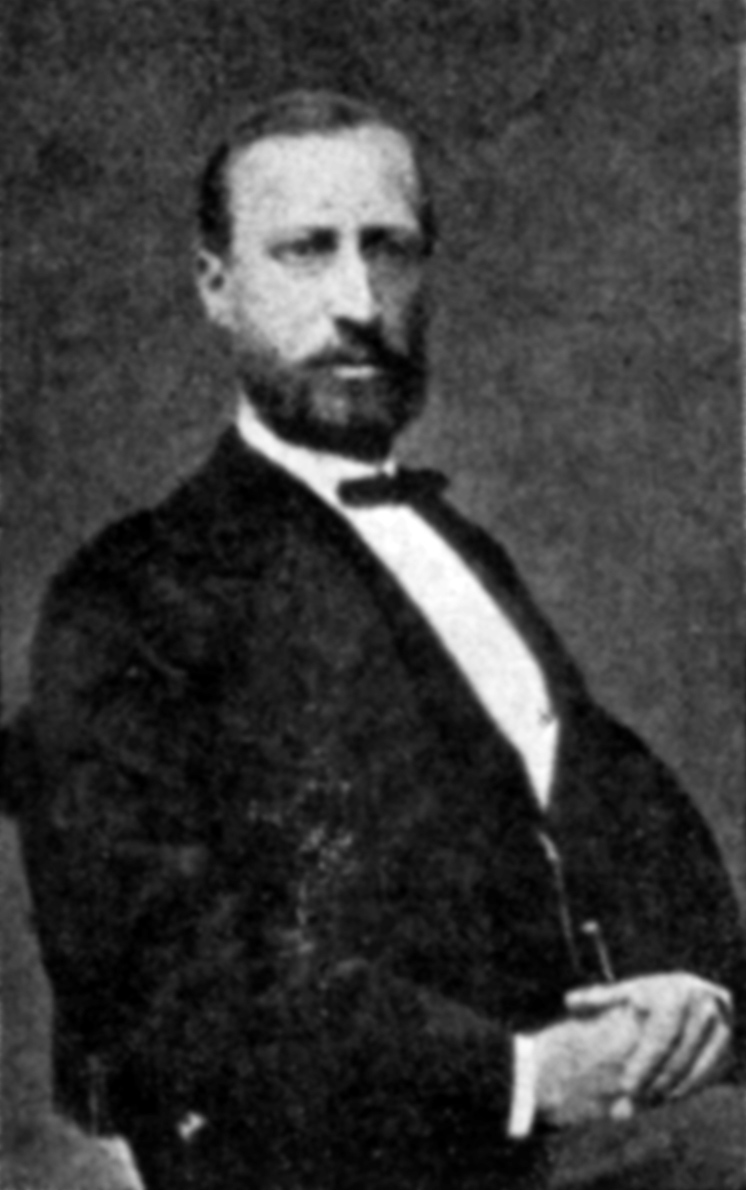
Carl Stål

Ezen a listán azok a taxon nevek szerepelnek, amelyeket Carl Stål (1833–1878) alkotott. Azok a taxon nevek, amelyek nincsenek belinkelve, manapság csak szinonimaként használtak (az alábbi lista nem teljes):

## Csótányok
- Blabera luctuosa Stål, 1855 – halálfejes csótány

## Fogólábúak
- Pseudocreobotra wahlbergi Stål, 1871

## Egyenesszárnyúak
- Schistocerca Stål, 1873
- Phymateus baccatus (Stål, 1876)
- Phymateus viridipes Stål, 1873[1]
- Phymateus viridipes viridipes Stål, 1873
- Poecilocerus Stål, 1855 - Poekilocerus

## Botsáskák
- Necroscia ceres Stål, 1877
- Necroscia conspersa Stål, 1877
- Necroscia eucerca Stål, 1877
- Necroscia fasciolata Stål, 1877
- Necroscia fatua Stål, 1877
- Necroscia maculiceps Stål, 1877
- Necroscia thisbe Stål, 1877
- Necroscia virens Stål, 1877
- Ramulus Stål, 1875
- Ramulus rusticus (Stål, 1877)

## Félfedelesszárnyúak
- Machaerotidae Stål, 1866
- Leptopsaltria Stål, 1866
- Belostoma lutarium (Stål, 1855)
- Amorgius Stål, 1866 - Lethocerus
- Lethocerus patruelis (Stål, 1854)
- Belostoma patruele Stål, 1854 - Lethocerus patruelis
- ázsiai márványospoloska (Halyomorpha halys) Stål, 1855